# Polski Fiat 508 Łazik
La Polski Fiat 508 III/W Łazik era un veicolo da ricognizione e collegamento polacco, progettato nel 1935 per l'esercito polacco dall'Ufficio ricerca della Państwowe Zakłady Inżynierii (PZInż), guidato dall'ingegnere M. Świerczyński (con la collaborazione dell'ing. T. Tańskiego). Il mezzo derivava dal telaio dell'automobile civile Polski Fiat 508 III Junak, a sua volta versione su licenza dell'italiana Fiat 508 Balilla. La produzione di serie ebbe inizio nel 1936, con la consegna del primo veicolo all'esercito nel 1937. In totale, dal 1936 al 1939 furono realizzate 1.500 unità.

## Tecnica

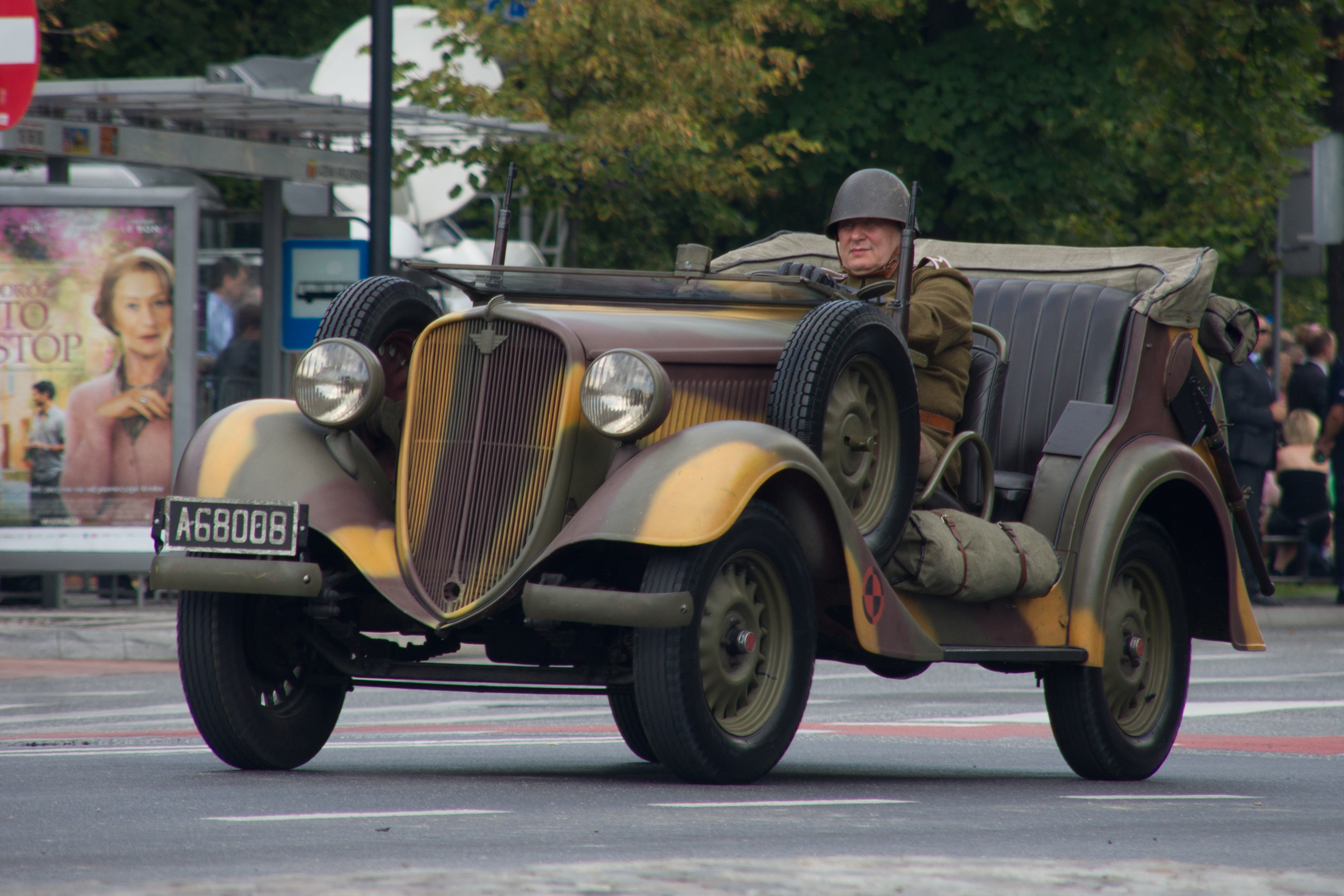
FP 508 III Łazik in parata.

Il veicolo era dotato di carrozzeria aperta, priva di portiere, per un rapido accesso al mezzo, ma all'occorrenza veniva protetta da una capottatura in tela catramata. La carrozzeria in acciaio rivestiva la struttura portante in legno. Il motore era posizionato anteriormente al vano equipaggio, con sedile per il guidatore e panca posteriore a due posti. All'interno erano disponibili agganci per le armi personali, sacche per le granate ed altri accessori dedicati. Posteriormente il mezzo era dotato di bagagliaio. Il parabrezza era ribaltabile sul cofano motore. Alcuni veicoli vennero equipaggiati con un'arma, solitamente una mitragliatrice leggera Rkm wz. 1928.
Oltre alla versione trasporto personale vennero prodotti anche versioni pick-up, allestite principalmente come ambulanze leggere.